# 蓋瑞·巴洛

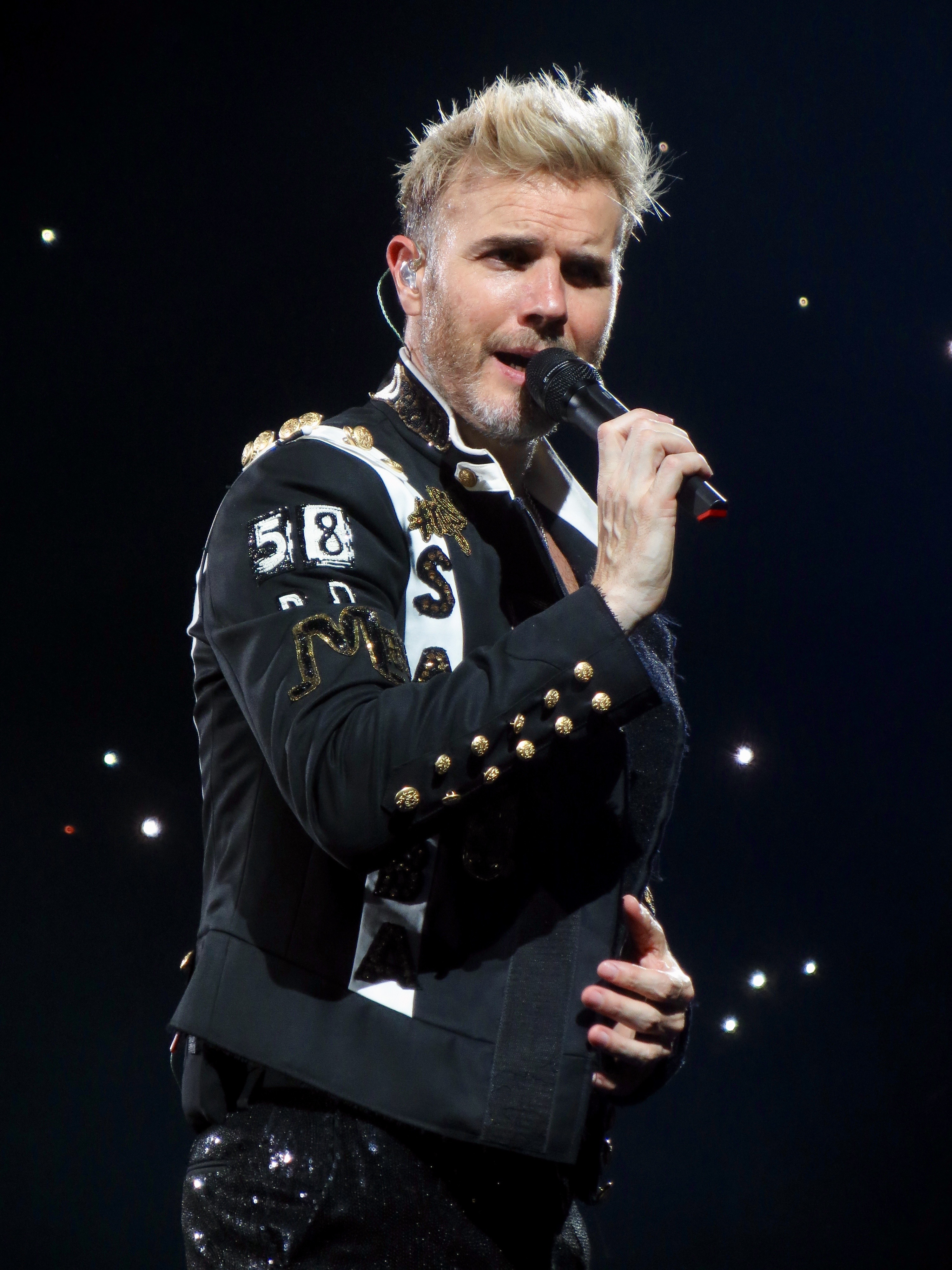

蓋瑞·巴洛（英語：Gary Barlow；；1971年1月20日—）是英國的一位歌手、鋼琴師、作詞作曲家和製作人。他是英國偶像團體接招合唱團的成員，也是音樂選秀節目X音樂英國版的評委。他是英國最為成功的作詞作曲家之一，他有兩首單曲和一張專輯獲得英國排行榜首位。作為接招的一員，他則擁有16首英國前五位單曲，11首首位單曲和7張首位專輯。他已經結婚並有三個孩子。他也是英國最富有的藝人之一。